# Saison 11 d'Inspecteur Barnaby
Chronologie
Saison 10 Saison 12
Cet article présente la onzième saison de la série télévisée Inspecteur Barnaby.

## Distribution
Acteurs principaux
- John Nettles : Inspecteur Tom Barnaby
- Jason Hughes : Sergent Ben Jones

Acteurs récurrents
- Jane Wymark : Joyce Barnaby (épisodes 1, 2, 3, 4, 5, 6, 7)
- Laura Howard : Cully Barnaby (épisodes 1, 5)
- Barry Jackson (en) : Docteur George Bullard (épisodes 1, 2, 3, 4, 5, 6, 7)
- Kirsty Dillon : Sergent Gail Stephens (épisodes 1, 2, 3, 5, 6, 7)

## Liste des épisodes
1. Les Noces de sang
2. Fusillé à l'aube
3. L'assassin est servi
4. Macabres découvertes
5. Une alliance maléfique
6. Le Crépuscule des héros
7. Le mystère du bois des moines

### Épisode 1:Les Noces de sang
- Suède : 24 juin 2008 (première diffusion mondiale)
- Grande-Bretagne : 6 juillet 2008
- France : 7 septembre 2008

- Réalisation : Peter Smith (réalisateur), Bella Merritt, Simon Hedges, Kathryn Gregory et Matthew Grant (assistants réalisateurs)
- Scénario : David Harsent, d'après les personnages créés par la romancière Caroline Graham
- Production : Brian True-May (producteur), Bentley Productions (société de production)
- Musique originale : Jim Parker
- Directeur de la photographie : Colin Munn
- Montage : Derek Bain
- Décors : Paul Cowell
- Costumes : Reg Samuel

- Daniel Casey (Gavin Troy)
- Sam Hazeldine (Simon Dixon)
- Daphne Oxenford (Cully's grandmother)
- John Burgess (Cully's grandfather)
- Richard Bailey (Uncle Richard)
- Simon Paisley Day (Randall Colquhoun)
- Mark Umbers (Harry Fitzroy)
- Emma Cunniffe (Sally Fielding)
- Elisabeth Dermot Walsh (Beth Porteous)
- Charles Edwards (Ned Fitzroy)
- Nicholas Palliser (Marcus Fitzroy)
- James Howard (Lord Fitzroy)
- Martin Wenner (Robin Lawson)
- Beth Chalmers (Marina Fellows)
- Veronica Roberts (Mary Cooper)
- Denyse Alexander (Peggy Benson)
- Patrick Barlow (Maurice Morrison)
- Olivia Llewellyn (Helen)
- Charity Reindorp (Lady)
- Sally-Ann Burnett (Young Peggy Benson)
- Perri Snowdon (James)

Marina Fellows, demoiselle d'honneur au mariage d'un couple d'aristocrates, est retrouvée morte le soir même de la cérémonie. Barnaby et Jones enquêtent auprès des Fitzroy, famille qui les nargue ostensiblement. C'est que la présence des policiers dérange et leurs investigations risquent de faire voler en éclats l'honorabilité apparente de cette caste imbue d'elle-même. D'ailleurs, Barnaby et Jones mettent au jour l'hypocrisie de la dynastie lorsqu'ils apprennent que la victime avait une liaison avec le marié et le pasteur Marcus !
- Cet épisode marque la première apparition de Felicia.
- L'acteur Mark Umbers, qui interprète ici le personnage de Harry Fitzroy, était précédemment apparu dans l'épisode 4 de la saison 7, Le Prix du scandale, dans lequel il incarnait le personnage de Neville Williams.

Lieux de tournage
- Denham (Buckinghamshire)
- Colstrope (Buckinghamshire)
- Forty Green (Buckinghamshire)
- Long Crendon (Buckinghamshire)
- Great  Haseley (Oxfordshire)
- Nettlebed (Oxfordshire)
- Peppard (Oxfordshire)
- Thame (Oxfordshire)

### Épisode 2:Fusillé à l'aube
- Grande-Bretagne : 1er janvier 2008
- France : 7 septembre 2008

- Réalisation : Richard Holthouse (réalisateur), Bella Merritt, Simon Hedges, Anna Loewy, Kathryn Gregory et Matthew Grant (assistants réalisateurs)
- Scénario : Michael Aitkens, d'après les personnages créés par la romancière Caroline Graham
- Production : Brian True-May (producteur), Bentley Productions (société de production)
- Musique originale : Jim Parker
- Directeur de la photographie : Colin Munn
- Montage : John Blackwell
- Décors : Paul Cowell
- Costumes : Reg Samuel

- Donald Sinden (Colonel Henry Hammond)
- Malcolm Sinclair (en) (Johnny Hammond)
- Samantha Bond (Arabella Hammond)
- Charlotte Lucas (Sophie Hammond)
- Charlie Covell (Kate Hammond)
- George Cole (Lionel Hicks)
- Brian Capron (Dave Hicks)
- Gemma Craven (Judy Hicks)
- Grant Ibbs (Danny Hicks)
- Tom Harper (Will Hicks)
- Lloyd Hutchinson (Mickey Ryan)
- Marcia Ashton (Biddy Dixon)
- Robert Morgan (en) (Martin Chadwick)
- Graham Seed (docteur Tibbs)
- Robert Blythe (George Miller)
- Josh Stanley (Duggie Hammond)
- Will Featherstone (Tommy Hicks)
- Jeremy Gittins (officier)
- Barry Aird (Derek)

Lieux de tournage
- Beaconsfield Old Town (Buckinghamshire)
- Crocker End (Oxfordshire)
- Cuddington (Buckinghamshire)
- Haddenham (Buckinghamshire)
- Littleworth Common (Buckinghamshire)
- Princes Risborough (Buckinghamshire)
- Thame (Oxfordshire)

### Épisode 3:L'assassin est servi
- Grande-Bretagne : 20 juillet 2008
- France : 21 septembre 2008

- Maggie Steed (Lynne Fox)
- Harry Peacock (Patrick Bradley)
- Albert Welling (Ron Wilson)
- Indra Ové (Charlotte Knight)
- Marion Bailey (Alyssa Bradley)
- Ben Crompton (Spud)
- Matthew Flynn (Jack Purdy)
- Shaun Dooley (Mark Purdy)
- Nia Roberts (Stacey Purdy)
- Kate Miles (Louise)
- Danny Harfield (Young Jack Purdy)
- Joseph Scatley (Young Mark Purdy)
- Louisa Connolly-Burnham (Young Louise)
- Jade Gould (Young Charlotte Knight)
- Alfie Adams (Young Patrick)
- Alex Blake (Bailiff)
- Caroline Laskowska (Young Mum)
- Nick Thomas-Webster (Road Protestor)

Lieux de tournage
- Frieth (Buckinghamshire)
- Warborough (Oxfordshire)
- Coleshill (Buckinghamshire)
- Thursley (Surrey)

### Épisode 4:Macabres découvertes
- Grande-Bretagne : 13 juillet 2008
- France : 28 septembre 2008

- Simon Williams (Guy Sandys)
- David Crow (Gareth Platt)
- Debbie Chazen (Gemma Platt)
- Samuel Oatley (Brad)
- MyAnna Buring (Mandy)
- Thomas Lockyer (Matt Morecroft)
- Selina Cadell (Eleanor Crouch)
- Richard Morant (Mr Tomlin)
- Pooky Quesnel (Julia Benson)
- Daniel Hill (Martin Reid)
- Serena Gordon (Christina Finleyson)
- Mary Healey (Mrs Wilson)
- Roger Evans (Mickey)
- Hazel McBride (Governor)
- Chris Sloman (Shop keeper)
- Ian Mann (inconnu)
- Jennifer Nicholls (Eve)
- Chris Wilson (Police Officer)

- L'actrice Debbie Chazen, qui interprète ici le personnage de Gemma Platt, était précédemment apparue dans l'épisode 2 de la saison 2, Le Bois de l'étrangleur, dans lequel elle incarnait le personnage d'Anna Santarosa.

Lieux de tournage
- Beaconsfield (Buckinghamshire)
- Flaunden (Hertfordshire)
- Haddenham (Buckinghamshire)
- Hurley (Berkshire)
- Thame (Oxfordshire)

### Épisode 5:Une alliance maléfique
- Grande-Bretagne : 27 juillet 2008
- France : 5 octobre 2008

- Stuart Wilson (Aloysius Wilmington)
- Dominic Rowan (Simon Wilmington)
- Sian Brooke (Christine Turner)
- Michael FitzGerald (Hugo Cartwright)
- Ronald Pickup (Ernest Balliol)
- Brigit Forsyth (Estelle Balliol)
- Rachel Pickup (en) (Isolde Balliol)
- Tom Goodman-Hill (Tristan Balliol)
- Rosemary McHale (Rosemary Balliol)
- David Roper (Anton Thorneycroft)
- Vivien Heilbron (Felicity Brand)
- Kate Crutchley (Jean Wildacre)
- Bill Thomas (Derek Wildacre)
- Angela Rippon (Interviewer)
- James Staddon (Rector)
- Olivia Thomas (Elisabeth Shepherd)

Lieux de tournage
- Beaconsfield New Town (Buckinghamshire)
- Bledlow Cum Saunderton (Buckinghamshire)
- Englefield Village (Berkshire)
- Eton (Berkshire)
- Henley-on-Thames (Oxfordshire)
- Nettlebed (Berkshire)
- Windsor (Berkshire)

### Épisode 6:Le Crépuscule des héros
- Grande-Bretagne : 24 décembre 2008
- France : 12 octobre 2008

- Réalisation : Renny Rye (réalisateur), Matt Baker, Simon Hedges et Danny McGrath (assistants réalisateurs)
- Scénario : Elizabeth-Anne Wheal, d'après les personnages créés par la romancière Caroline Graham
- Production : Brian True-May (producteur), Bentley Productions (société de production)
- Musique originale : Jim Parker
- Directeur de la photographie : Colin Munn
- Montage : John Blackwell
- Décors : Paul Cowell
- Costumes : Reg Samuel

- Elspeth Rae (Layla Barkham)
- Joseph Millson (en) (James Parkes)
- Alexandra Morris (Daisy Fisher)
- Judy Parfitt (Caroline Halsey)
- Tim Pigott-Smith (Col Matt Parkes)
- Nick Fletcher (CS John Cotton)
- Niamh Cusack (Penny Galsworthy)
- Gus Gallagher (Dale Mitchinson)
- Sidney Livingstone (Don Mitchinson)
- Tom Beard (Capt Tim Galsworthy)
- Tony Bell (Ed Lovell)
- Alyson Spiro (Nina Barkham)
- Philip Martin Brown (George Barkham)
- Adam Kirley (Harry)

Lieux de tournage
- Beaconsfield (Buckinghamshire)
- Chipperfield (Hertfordshire)
- Great Haseley (Oxfordshire)
- Thame (Oxfordshire)

### Épisode 7:Le mystère du bois des moines
- Grande-Bretagne : 5 mai 2010
- France : 19 octobre 2008

- Anton Lesser (Rev Wallace Stone)
- Jeroen Krabbé (Cyrus LeVanu)
- Paul Jesson (Lynton Pargeter)
- Victoria Wicks (Sarah Stone)
- Bill Ward (Sam Nelms)
- Richard Graham (Stanley Goodfellow)
- Paul Greenwood (John Temple)
- Anne Lambton (Dr Mary McKay)
- Elizabeth Payne (Nesta Goodfellow)
- Brian Parr (Colin Thomas)
- Sarah Huntley (Molly Thomas)
- Rufus Jones (Talk show host)
- Clare Higgins (Reader of 'Medea’)

Lieux de tournage
- Burnham Beeches (Buckinghamshire)
- Cuddington (Buckinghamshire)
- Little Missenden (Buckinghamshire)
- Nether Winchendon (Buckinghamshire)
- Parmoor (Buckinghamshire)
- Wormsley Park (Buckinghamshire)